# Slackia piriformis
Slackia piriformis es una bacteria grampositiva del género Slackia. Fue descrita en el año 2010. Su etimología hace referencia a forma de pera. Es anaerobia estricta e inmóvil. Tiene un tamaño de 0,4-1,1 μm de ancho por 0,9-2,6 μm de largo. Forma colonias traslúcidas, circulares, de color beige y con bordes irregulares en agar GAM tras 4 días de incubación. Temperatura óptima de crecimiento de 37 °C. Catalasa y oxidasa negativas. Tiene un contenido de G+C de 58,3%. Se ha aislado de heces humanas en Japón. 